# Championnat de Zurich 2000
La 85e édition de la course cycliste, le Championnat de Zurich a eu lieu le 20 août 2000 et a été remportée par le Suisse Laurent Dufaux. Il a devancé au sprint ses deux compagnons d'échappée.

## Présentation

### Équipes
Le Championnat de Zurich figure au calendrier de la Coupe du monde de cyclisme sur route 2000.
On retrouve un total de 22 équipes au départ, 19 faisant partie des GSI, la première division mondiale, et les trois dernières des GSII, la seconde division mondiale.
| Groupes sportifs I (19)- AG2R Prévoyance - Cofidis-Le Crédit par Téléphone - Farm Frites - Fassa Bortolo - Festina - La Française des jeux - Lampre-Daikin - Liquigas-Pata - Lotto-Adecco - Mapei-Quick Step - Memory Card-Jack & Jones - Mercatone Uno-Albacom - ONCE-Deutsche Bank - Polti - Rabobank - Saeco-Valli & Valli - Deutsche Telekom - US Postal Service - Vini Caldirola-Sidermec Groupes sportifs II (3)- Amica Chips-Tacconi Sport - Phonak Hearing Systems - Post Swiss Team |
| |

## Classements

### Classement de la course
| \| Classement général \| Classement général \| Classement général \| Classement général \| Classement général \| \| Coureur \| Coureur \| Pays \| Équipe \| Temps \| \| ------------------ \| -------------------- \| ------------------ \| ------------------------------- \| ------------------ \| \| 1er \| Laurent Dufaux \| Suisse \| Saeco-Valli & Valli \| 6 h 07 min 41 s \| \| 2e \| Jan Ullrich \| Allemagne \| Deutsche Telekom \| + 0 s \| \| 3e \| Francesco Casagrande \| Italie \| Vini Caldirola-Sidermec \| + 0 s \| \| 4e \| Davide Rebellin \| Italie \| Liquigas-Pata \| + 1 min 03 s \| \| 5e \| Lance Armstrong \| États-Unis \| US Postal Service \| DQ \| \| 6e \| Óscar Freire \| Espagne \| Mapei-Quick Step \| + 1 min 19 s \| \| 7e \| Oscar Camenzind \| Suisse \| Lampre-Daikin \| + 1 min 19 s \| \| 8e \| Andrei Kivilev \| Kazakhstan \| AG2R Prévoyance \| + 4 min 28 s \| \| 9e \| Daniele De Paoli \| Italie \| Mercatone Uno-Albacom \| + 4 min 51 s \| \| 10e \| Romāns Vainšteins \| Lettonie \| Vini Caldirola-Sidermec \| + 4 min 58 s \| \| 11e \| Michele Bartoli \| Italie \| Mapei-Quick Step \| + 4 min 58 s \| \| 12e \| Mikel Zarrabeitia \| Espagne \| ONCE-Deutsche Bank \| + 4 min 58 s \| \| 13e \| Massimo Cigana \| Italie \| Mercatone Uno-Albacom \| + 7 min 53 s \| \| 14e \| Bo Hamburger \| Danemark \| Memory Card-Jack & Jones \| + 10 min 54 s \| \| 15e \| Axel Merckx \| Belgique \| Mapei-Quick Step \| + 10 min 54 s \| \| 16e \| Ruggero Borghi \| Italie \| Vini Caldirola-Sidermec \| + 12 min 15 s \| \| 17e \| Thierry Loder \| France \| Cofidis-Le Crédit par Téléphone \| + 12 min 15 s \| \| 18e \| Marcel Strauss \| Suisse \| Post Swiss Team \| + 12 min 15 s \| \| 19e \| Michael Andersson \| Suède \| Mercatone Uno-Albacom \| + 12 min 15 s \| \| 20e \| Matthias Buxhofer \| Autriche \| Phonak Hearing Systems \| + 12 min 15 s \| |                      |            |                                 |                 |
| |                      |            |                                 |                 |
| |                      |            |                                 |                 |
| Classement général |                      |            |                                 |                 |
| Coureur | Coureur              | Pays       | Équipe                          | Temps           |
| 1er | Laurent Dufaux       | Suisse     | Saeco-Valli & Valli             | 6 h 07 min 41 s |
| 2e | Jan Ullrich          | Allemagne  | Deutsche Telekom                | + 0 s           |
| 3e | Francesco Casagrande | Italie     | Vini Caldirola-Sidermec         | + 0 s           |
| 4e | Davide Rebellin      | Italie     | Liquigas-Pata                   | + 1 min 03 s    |
| 5e | Lance Armstrong      | États-Unis | US Postal Service               | DQ              |
| 6e | Óscar Freire         | Espagne    | Mapei-Quick Step                | + 1 min 19 s    |
| 7e | Oscar Camenzind      | Suisse     | Lampre-Daikin                   | + 1 min 19 s    |
| 8e | Andrei Kivilev       | Kazakhstan | AG2R Prévoyance                 | + 4 min 28 s    |
| 9e | Daniele De Paoli     | Italie     | Mercatone Uno-Albacom           | + 4 min 51 s    |
| 10e | Romāns Vainšteins    | Lettonie   | Vini Caldirola-Sidermec         | + 4 min 58 s    |
| 11e | Michele Bartoli      | Italie     | Mapei-Quick Step                | + 4 min 58 s    |
| 12e | Mikel Zarrabeitia    | Espagne    | ONCE-Deutsche Bank              | + 4 min 58 s    |
| 13e | Massimo Cigana       | Italie     | Mercatone Uno-Albacom           | + 7 min 53 s    |
| 14e | Bo Hamburger         | Danemark   | Memory Card-Jack & Jones        | + 10 min 54 s   |
| 15e | Axel Merckx          | Belgique   | Mapei-Quick Step                | + 10 min 54 s   |
| 16e | Ruggero Borghi       | Italie     | Vini Caldirola-Sidermec         | + 12 min 15 s   |
| 17e | Thierry Loder        | France     | Cofidis-Le Crédit par Téléphone | + 12 min 15 s   |
| 18e | Marcel Strauss       | Suisse     | Post Swiss Team                 | + 12 min 15 s   |
| 19e | Michael Andersson    | Suède      | Mercatone Uno-Albacom           | + 12 min 15 s   |
| 20e | Matthias Buxhofer    | Autriche   | Phonak Hearing Systems          | + 12 min 15 s   |

Lance Armstrong, initialement cinquième, a été déclassé par l'UCI.

### Classement UCI
La course attribue des points à la Coupe du monde de cyclisme sur route 2000 selon le barème suivant :
| Position           | 1er | 2e | 3e | 4e | 5e | 6e | 7e | 8e | 9e | 10e | 11e | 12e | 13e | 14e | 15e | 16e | 17e | 18e | 19e | 20e | 21e | 22e | 23e | 24e | 25e |
| Classement général | 100 | 70 | 50 | 40 | 36 | 32 | 28 | 24 | 20 | 16  | 15  | 14  | 13  | 12  | 11  | 10  | 9   | 8   | 7   | 6   | 5   | 4   | 3   | 2   | 1   |

## Liste des participants
| La Française des jeux FDJ | La Française des jeux FDJ  | La Française des jeux FDJ |
| ------------------------- | -------------------------- | ------------------------- |
| Num                       | Coureur                    | Pos                       |
| 1                         | Grzegorz Gwiazdowski (POL) |                           |
| 2                         | Sandy Casar (FRA)          |                           |
| 3                         | Nicolas Fritsch (FRA)      |                           |
| 4                         | Fabrizio Guidi (ITA)       |                           |
| 5                         | Yvon Ledanois (FRA)        |                           |
| 6                         | Sven Montgomery (SUI)      |                           |
| 7                         | Daniel Schnider (SUI)      |                           |
| 8                         | Jean-Michel Tessier (FRA)  |                           |

| AG2R Prévoyance A2R | AG2R Prévoyance A2R        | AG2R Prévoyance A2R |
| ------------------- | -------------------------- | ------------------- |
| Num                 | Coureur                    | Pos                 |
| 11                  | Christophe Agnolutto (FRA) |                     |
| 12                  | Alexandre Botcharov (RUS)  |                     |
| 13                  | Pascal Chanteur (FRA)      |                     |
| 14                  | David Delrieu (FRA)        |                     |
| 15                  | Artūras Kasputis (LTU)     |                     |
| 16                  | Andrei Kivilev (KAZ)       | 8e                  |
| 17                  | Benoît Salmon (FRA)        |                     |
| 18                  | Ludovic Turpin (FRA)       |                     |

| Amica Chips-Tacconi Sport ___ | Amica Chips-Tacconi Sport ___ | Amica Chips-Tacconi Sport ___ |
| ----------------------------- | ----------------------------- | ----------------------------- |
| Num                           | Coureur                       | Pos                           |
| 21                            | Ivan Basso (ITA)              |                               |
| 22                            | Pietro Caucchioli (ITA)       |                               |
| 23                            | Diego Ferrari (ITA)           |                               |
| 24                            | Marco Gili (ITA)              |                               |
| 25                            | Filippo Simeoni (ITA)         |                               |
| 26                            | Oscar Pozzi (ITA)             |                               |
| 27                            | Alain Turicchia (ITA)         |                               |
| 28                            | Fabio Malberti (ITA)          |                               |

| Cofidis-Le Crédit par Téléphone COF | Cofidis-Le Crédit par Téléphone COF | Cofidis-Le Crédit par Téléphone COF |
| ----------------------------------- | ----------------------------------- | ----------------------------------- |
| Num                                 | Coureur                             | Pos                                 |
| 31                                  | Steve De Wolf (BEL)                 |                                     |
| 32                                  | Peter Farazijn (BEL)                |                                     |
| 33                                  | Stéphane Krafft (FRA)               |                                     |
| 34                                  | Massimiliano Lelli (ITA)            |                                     |
| 35                                  | Thierry Loder (FRA)                 | 17e                                 |
| 36                                  | Roland Meier (SUI)                  |                                     |
| 37                                  | David Moncoutié (FRA)               |                                     |
| 38                                  | Chris Peers (BEL)                   |                                     |

| Farm Frites FAR | Farm Frites FAR         | Farm Frites FAR |
| --------------- | ----------------------- | --------------- |
| Num             | Coureur                 | Pos             |
| 41              | Sergueï Ivanov (RUS)    |                 |
| 42              | Steven Kleynen (BEL)    |                 |
| 43              | Glenn Magnusson (SWE)   |                 |
| 44              | Koos Moerenhout (NED)   |                 |
| 45              | Miguel Van Kessel (NED) |                 |
| 46              | Peter Van Petegem (BEL) |                 |
| 47              | Wim Vansevenant (BEL)   |                 |
| 48              | Pieter Vries (NED)      |                 |

| Fassa Bortolo FAS | Fassa Bortolo FAS      | Fassa Bortolo FAS |
| ----------------- | ---------------------- | ----------------- |
| Num               | Coureur                | Pos               |
| 51                | Fabio Baldato (ITA)    |                   |
| 52                | Andrea Ferrigato (ITA) |                   |
| 53                | Dario Frigo (ITA)      |                   |
| 54                | Volodymyr Gustov (UKR) |                   |
| 55                | Dimitri Konyshev (RUS) |                   |
| 56                | Nicola Loda (ITA)      |                   |
| 57                | Andrea Peron (ITA)     |                   |
| 58                | Matteo Tosatto (ITA)   |                   |

| Festina FES | Festina FES             | Festina FES |
| ----------- | ----------------------- | ----------- |
| Num         | Coureur                 | Pos         |
| 61          | Stéphane Augé (FRA)     |             |
| 62          | Christophe Moreau (FRA) |             |
| 63          | Florent Brard (FRA)     |             |
| 64          | Andy Flickinger (FRA)   |             |
| 65          | Rolf Huser (SUI)        |             |
| 66          | Fabian Jeker (SUI)      |             |
| 67          | Michel Klinger (SUI)    |             |
| 68          | Nicolas Reynaud (FRA)   |             |

| Lampre-Daikin LAM | Lampre-Daikin LAM        | Lampre-Daikin LAM |
| ----------------- | ------------------------ | ----------------- |
| Num               | Coureur                  | Pos               |
| 71                | Oscar Camenzind (SUI)    | 7e                |
| 72                | Sergio Barbero (ITA)     |                   |
| 73                | Franco Ballerini (ITA)   |                   |
| 74                | Massimo Codol (ITA)      |                   |
| 75                | Gabriele Missaglia (ITA) |                   |
| 76                | Marco Serpellini (ITA)   |                   |
| 77                | Zbigniew Spruch (POL)    |                   |
| 78                | Gilberto Simoni (ITA)    |                   |

| Liquigas-Pata ___ | Liquigas-Pata ___        | Liquigas-Pata ___ |
| ----------------- | ------------------------ | ----------------- |
| Num               | Coureur                  | Pos               |
| 81                | Davide Rebellin (ITA)    | 4e                |
| 82                | Stefano Cattai (ITA)     |                   |
| 83                | Fausto Dotti (ITA)       |                   |
| 84                | Cristiano Frattini (ITA) |                   |
| 85                | Cristian Moreni (ITA)    |                   |
| 86                | Ellis Rastelli (ITA)     |                   |
| 87                | Andrei Teteriouk (KAZ)   |                   |
| 88                | Serhiy Honchar (UKR)     |                   |

| Lotto-Adecco LOT | Lotto-Adecco LOT         | Lotto-Adecco LOT |
| ---------------- | ------------------------ | ---------------- |
| Num              | Coureur                  | Pos              |
| 91               | Mario Aerts (BEL)        |                  |
| 92               | Andreï Tchmil (BEL)      |                  |
| 93               | Geert Verheyen (BEL)     |                  |
| 94               | Serge Baguet (BEL)       |                  |
| 95               | Kurt Van de Wouwer (BEL) |                  |
| 96               | Rik Verbrugghe (BEL)     |                  |
| 97               | Thierry Marichal (BEL)   |                  |
| 98               | Paul Van Hyfte (BEL)     |                  |

| Mapei-Quick Step MAP | Mapei-Quick Step MAP  | Mapei-Quick Step MAP |
| -------------------- | --------------------- | -------------------- |
| Num                  | Coureur               | Pos                  |
| 101                  | Michele Bartoli (ITA) | 11e                  |
| 102                  | Paolo Bettini (ITA)   |                      |
| 103                  | Gianni Faresin (ITA)  |                      |
| 104                  | Óscar Freire (ESP)    | 6e                   |
| 105                  | Axel Merckx (BEL)     | 15e                  |
| 106                  | David Tani (ITA)      |                      |
| 107                  | Andrea Noè (ITA)      |                      |
| 108                  | Luca Scinto (ITA)     |                      |

| Memory Card-Jack & Jones MCJ | Memory Card-Jack & Jones MCJ | Memory Card-Jack & Jones MCJ |
| ---------------------------- | ---------------------------- | ---------------------------- |
| Num                          | Coureur                      | Pos                          |
| 111                          | Bo Hamburger (DEN)           | 14e                          |
| 112                          | Michael Blaudzun (DEN)       |                              |
| 113                          | Nicolaj Bo Larsen (DEN)      |                              |
| 114                          | Martin Rittsel (SWE)         |                              |
| 115                          | Jakob Piil (DEN)             |                              |
| 116                          | Allan Johansen (DEN)         |                              |
| 117                          | Mikael Kyneb (DEN)           |                              |
| 118                          | René Jørgensen (DEN)         |                              |

| Mercatone Uno-Albacom ___ | Mercatone Uno-Albacom ___ | Mercatone Uno-Albacom ___ |
| ------------------------- | ------------------------- | ------------------------- |
| Num                       | Coureur                   | Pos                       |
| 121                       | Stefano Garzelli (ITA)    |                           |
| 122                       | Marco Velo (ITA)          |                           |
| 123                       | Michael Andersson (SWE)   | 19e                       |
| 124                       | Massimo Podenzana (ITA)   |                           |
| 125                       | Massimo Cigana (ITA)      | 13e                       |
| 126                       | Oscar Mason (ITA)         |                           |
| 127                       | Daniele De Paoli (ITA)    | 9e                        |
| 128                       | Michele Coppolillo (ITA)  |                           |

| ONCE-Deutsche Bank ONC | ONCE-Deutsche Bank ONC    | ONCE-Deutsche Bank ONC |
| ---------------------- | ------------------------- | ---------------------- |
| Num                    | Coureur                   | Pos                    |
| 131                    | David Cañada (ESP)        |                        |
| 132                    | Rafael Díaz Justo (ESP)   |                        |
| 133                    | José Iván Gutiérrez (ESP) |                        |
| 134                    | Laurent Jalabert (FRA)    |                        |
| 135                    | Peter Luttenberger (AUT)  |                        |
| 136                    | Isidro Nozal (ESP)        |                        |
| 137                    | Abraham Olano (ESP)       |                        |
| 138                    | Mikel Zarrabeitia (ESP)   | 12e                    |

| Phonak Hearing Systems PHO | Phonak Hearing Systems PHO | Phonak Hearing Systems PHO |
| -------------------------- | -------------------------- | -------------------------- |
| Num                        | Coureur                    | Pos                        |
| 141                        | Matthias Buxhofer (AUT)    |                            |
| 142                        | Pierre Bourquenoud (SUI)   |                            |
| 143                        | Christian Charrière (SUI)  |                            |
| 144                        | Cédric Fragnière (SUI)     |                            |
| 145                        | Stefan Richner (SUI)       |                            |
| 146                        | Jochen Summer (AUT)        |                            |
| 147                        | René Stadelmann (SUI)      |                            |
| 148                        | Lukas Zumsteg (SUI)        |                            |

| Polti PLT | Polti PLT               | Polti PLT |
| --------- | ----------------------- | --------- |
| Num       | Coureur                 | Pos       |
| 151       | Mirko Celestino (ITA)   |           |
| 152       | Eddy Mazzoleni (ITA)    |           |
| 153       | Oscar Pelliccioli (ITA) |           |
| 154       | José Manuel Uría (ESP)  |           |
| 155       | Daniel Clavero (ESP)    |           |
| 156       | Rafael Mateos (ESP)     |           |
| 157       | Enrico Cassani (ITA)    |           |
| 158       | Ivan Gotti (ITA)        |           |

| Post Swiss Team POS | Post Swiss Team POS       | Post Swiss Team POS |
| ------------------- | ------------------------- | ------------------- |
| Num                 | Coureur                   | Pos                 |
| 161                 | Pierre Ackermann (SUI)    |                     |
| 162                 | Roger Beuchat (SUI)       |                     |
| 163                 | Bruno Boscardin (SUI)     |                     |
| 164                 | Philipp Buschor (SUI)     |                     |
| 165                 | Stephan Gottschling (GER) |                     |
| 166                 | Christian Heule (SUI)     |                     |
| 167                 | Dirk Müller (GER)         |                     |
| 168                 | Marcel Strauss (SUI)      | 18e                 |

| Rabobank RAB | Rabobank RAB             | Rabobank RAB |
| ------------ | ------------------------ | ------------ |
| Num          | Coureur                  | Pos          |
| 171          | Michael Boogerd (NED)    |              |
| 172          | Niki Aebersold (SUI)     |              |
| 173          | Erik Dekker (NED)        |              |
| 174          | Maarten den Bakker (NED) |              |
| 175          | Marc Lotz (NED)          |              |
| 176          | Rolf Sørensen (DEN)      |              |
| 177          | Marc Wauters (BEL)       |              |
| 178          | Markus Zberg (SUI)       |              |

| Saeco-Valli & Valli SAE | Saeco-Valli & Valli SAE   | Saeco-Valli & Valli SAE |
| ----------------------- | ------------------------- | ----------------------- |
| Num                     | Coureur                   | Pos                     |
| 181                     | Daniel Atienza (ESP)      |                         |
| 182                     | Salvatore Commesso (ITA)  |                         |
| 183                     | Laurent Dufaux (SUI)      | 1er                     |
| 184                     | Armin Meier (SUI)         |                         |
| 185                     | Massimiliano Mori (ITA)   |                         |
| 186                     | Igor Pugaci (MDA)         |                         |
| 187                     | Pavel Padrnos (CZE)       |                         |
| 188                     | Francesco Secchiari (ITA) |                         |

| Deutsche Telekom TEL | Deutsche Telekom TEL   | Deutsche Telekom TEL |
| -------------------- | ---------------------- | -------------------- |
| Num                  | Coureur                | Pos                  |
| 191                  | Udo Bölts (GER)        |                      |
| 192                  | Alberto Elli (ITA)     |                      |
| 193                  | Giuseppe Guerini (ITA) |                      |
| 194                  | Kai Hundertmarck (GER) |                      |
| 195                  | Andreas Klöden (GER)   |                      |
| 196                  | Jörg Jaksche (GER)     |                      |
| 197                  | Jan Ullrich (GER)      | 2e                   |
| 198                  | Erik Zabel (GER)       |                      |

| US Postal Service USP | US Postal Service USP    | US Postal Service USP |
| --------------------- | ------------------------ | --------------------- |
| Num                   | Coureur                  | Pos                   |
| 201                   | Lance Armstrong (USA)    | 5e                    |
| 202                   | Jamie Burrow (GBR)       |                       |
| 203                   | Viatcheslav Ekimov (RUS) |                       |
| 204                   | Tyler Hamilton (USA)     |                       |
| 205                   | Steffen Kjærgaard (NOR)  |                       |
| 206                   | Levi Leipheimer (USA)    |                       |
| 207                   | Kevin Livingston (USA)   |                       |
| 208                   | Cédric Vasseur (FRA)     |                       |

| Vini Caldirola-Sidermec ___ | Vini Caldirola-Sidermec ___ | Vini Caldirola-Sidermec ___ |
| --------------------------- | --------------------------- | --------------------------- |
| Num                         | Coureur                     | Pos                         |
| 211                         | Francesco Casagrande (ITA)  | 3e                          |
| 212                         | Romāns Vainšteins (LAT)     | 10e                         |
| 213                         | Massimo Donati (ITA)        |                             |
| 214                         | Mauro Gianetti (SUI)        |                             |
| 215                         | Guido Trentin (ITA)         |                             |
| 216                         | Filippo Casagrande (ITA)    |                             |
| 217                         | Ruggero Borghi (ITA)        | 16e                         |
| 218                         | Sandro Giacomelli (ITA)     |                             |

| La Française des jeux FDJ | La Française des jeux FDJ  | La Française des jeux FDJ |
| ------------------------- | -------------------------- | ------------------------- |
| Num                       | Coureur                    | Pos                       |
| 1                         | Grzegorz Gwiazdowski (POL) |                           |
| 2                         | Sandy Casar (FRA)          |                           |
| 3                         | Nicolas Fritsch (FRA)      |                           |
| 4                         | Fabrizio Guidi (ITA)       |                           |
| 5                         | Yvon Ledanois (FRA)        |                           |
| 6                         | Sven Montgomery (SUI)      |                           |
| 7                         | Daniel Schnider (SUI)      |                           |
| 8                         | Jean-Michel Tessier (FRA)  |                           |

| AG2R Prévoyance A2R | AG2R Prévoyance A2R        | AG2R Prévoyance A2R |
| ------------------- | -------------------------- | ------------------- |
| Num                 | Coureur                    | Pos                 |
| 11                  | Christophe Agnolutto (FRA) |                     |
| 12                  | Alexandre Botcharov (RUS)  |                     |
| 13                  | Pascal Chanteur (FRA)      |                     |
| 14                  | David Delrieu (FRA)        |                     |
| 15                  | Artūras Kasputis (LTU)     |                     |
| 16                  | Andrei Kivilev (KAZ)       | 8e                  |
| 17                  | Benoît Salmon (FRA)        |                     |
| 18                  | Ludovic Turpin (FRA)       |                     |

| Amica Chips-Tacconi Sport ___ | Amica Chips-Tacconi Sport ___ | Amica Chips-Tacconi Sport ___ |
| ----------------------------- | ----------------------------- | ----------------------------- |
| Num                           | Coureur                       | Pos                           |
| 21                            | Ivan Basso (ITA)              |                               |
| 22                            | Pietro Caucchioli (ITA)       |                               |
| 23                            | Diego Ferrari (ITA)           |                               |
| 24                            | Marco Gili (ITA)              |                               |
| 25                            | Filippo Simeoni (ITA)         |                               |
| 26                            | Oscar Pozzi (ITA)             |                               |
| 27                            | Alain Turicchia (ITA)         |                               |
| 28                            | Fabio Malberti (ITA)          |                               |

| Cofidis-Le Crédit par Téléphone COF | Cofidis-Le Crédit par Téléphone COF | Cofidis-Le Crédit par Téléphone COF |
| ----------------------------------- | ----------------------------------- | ----------------------------------- |
| Num                                 | Coureur                             | Pos                                 |
| 31                                  | Steve De Wolf (BEL)                 |                                     |
| 32                                  | Peter Farazijn (BEL)                |                                     |
| 33                                  | Stéphane Krafft (FRA)               |                                     |
| 34                                  | Massimiliano Lelli (ITA)            |                                     |
| 35                                  | Thierry Loder (FRA)                 | 17e                                 |
| 36                                  | Roland Meier (SUI)                  |                                     |
| 37                                  | David Moncoutié (FRA)               |                                     |
| 38                                  | Chris Peers (BEL)                   |                                     |

| Farm Frites FAR | Farm Frites FAR         | Farm Frites FAR |
| --------------- | ----------------------- | --------------- |
| Num             | Coureur                 | Pos             |
| 41              | Sergueï Ivanov (RUS)    |                 |
| 42              | Steven Kleynen (BEL)    |                 |
| 43              | Glenn Magnusson (SWE)   |                 |
| 44              | Koos Moerenhout (NED)   |                 |
| 45              | Miguel Van Kessel (NED) |                 |
| 46              | Peter Van Petegem (BEL) |                 |
| 47              | Wim Vansevenant (BEL)   |                 |
| 48              | Pieter Vries (NED)      |                 |

| Fassa Bortolo FAS | Fassa Bortolo FAS      | Fassa Bortolo FAS |
| ----------------- | ---------------------- | ----------------- |
| Num               | Coureur                | Pos               |
| 51                | Fabio Baldato (ITA)    |                   |
| 52                | Andrea Ferrigato (ITA) |                   |
| 53                | Dario Frigo (ITA)      |                   |
| 54                | Volodymyr Gustov (UKR) |                   |
| 55                | Dimitri Konyshev (RUS) |                   |
| 56                | Nicola Loda (ITA)      |                   |
| 57                | Andrea Peron (ITA)     |                   |
| 58                | Matteo Tosatto (ITA)   |                   |

| Festina FES | Festina FES             | Festina FES |
| ----------- | ----------------------- | ----------- |
| Num         | Coureur                 | Pos         |
| 61          | Stéphane Augé (FRA)     |             |
| 62          | Christophe Moreau (FRA) |             |
| 63          | Florent Brard (FRA)     |             |
| 64          | Andy Flickinger (FRA)   |             |
| 65          | Rolf Huser (SUI)        |             |
| 66          | Fabian Jeker (SUI)      |             |
| 67          | Michel Klinger (SUI)    |             |
| 68          | Nicolas Reynaud (FRA)   |             |

| Lampre-Daikin LAM | Lampre-Daikin LAM        | Lampre-Daikin LAM |
| ----------------- | ------------------------ | ----------------- |
| Num               | Coureur                  | Pos               |
| 71                | Oscar Camenzind (SUI)    | 7e                |
| 72                | Sergio Barbero (ITA)     |                   |
| 73                | Franco Ballerini (ITA)   |                   |
| 74                | Massimo Codol (ITA)      |                   |
| 75                | Gabriele Missaglia (ITA) |                   |
| 76                | Marco Serpellini (ITA)   |                   |
| 77                | Zbigniew Spruch (POL)    |                   |
| 78                | Gilberto Simoni (ITA)    |                   |

| Liquigas-Pata ___ | Liquigas-Pata ___        | Liquigas-Pata ___ |
| ----------------- | ------------------------ | ----------------- |
| Num               | Coureur                  | Pos               |
| 81                | Davide Rebellin (ITA)    | 4e                |
| 82                | Stefano Cattai (ITA)     |                   |
| 83                | Fausto Dotti (ITA)       |                   |
| 84                | Cristiano Frattini (ITA) |                   |
| 85                | Cristian Moreni (ITA)    |                   |
| 86                | Ellis Rastelli (ITA)     |                   |
| 87                | Andrei Teteriouk (KAZ)   |                   |
| 88                | Serhiy Honchar (UKR)     |                   |

| Lotto-Adecco LOT | Lotto-Adecco LOT         | Lotto-Adecco LOT |
| ---------------- | ------------------------ | ---------------- |
| Num              | Coureur                  | Pos              |
| 91               | Mario Aerts (BEL)        |                  |
| 92               | Andreï Tchmil (BEL)      |                  |
| 93               | Geert Verheyen (BEL)     |                  |
| 94               | Serge Baguet (BEL)       |                  |
| 95               | Kurt Van de Wouwer (BEL) |                  |
| 96               | Rik Verbrugghe (BEL)     |                  |
| 97               | Thierry Marichal (BEL)   |                  |
| 98               | Paul Van Hyfte (BEL)     |                  |

| Mapei-Quick Step MAP | Mapei-Quick Step MAP  | Mapei-Quick Step MAP |
| -------------------- | --------------------- | -------------------- |
| Num                  | Coureur               | Pos                  |
| 101                  | Michele Bartoli (ITA) | 11e                  |
| 102                  | Paolo Bettini (ITA)   |                      |
| 103                  | Gianni Faresin (ITA)  |                      |
| 104                  | Óscar Freire (ESP)    | 6e                   |
| 105                  | Axel Merckx (BEL)     | 15e                  |
| 106                  | David Tani (ITA)      |                      |
| 107                  | Andrea Noè (ITA)      |                      |
| 108                  | Luca Scinto (ITA)     |                      |

| Memory Card-Jack & Jones MCJ | Memory Card-Jack & Jones MCJ | Memory Card-Jack & Jones MCJ |
| ---------------------------- | ---------------------------- | ---------------------------- |
| Num                          | Coureur                      | Pos                          |
| 111                          | Bo Hamburger (DEN)           | 14e                          |
| 112                          | Michael Blaudzun (DEN)       |                              |
| 113                          | Nicolaj Bo Larsen (DEN)      |                              |
| 114                          | Martin Rittsel (SWE)         |                              |
| 115                          | Jakob Piil (DEN)             |                              |
| 116                          | Allan Johansen (DEN)         |                              |
| 117                          | Mikael Kyneb (DEN)           |                              |
| 118                          | René Jørgensen (DEN)         |                              |

| Mercatone Uno-Albacom ___ | Mercatone Uno-Albacom ___ | Mercatone Uno-Albacom ___ |
| ------------------------- | ------------------------- | ------------------------- |
| Num                       | Coureur                   | Pos                       |
| 121                       | Stefano Garzelli (ITA)    |                           |
| 122                       | Marco Velo (ITA)          |                           |
| 123                       | Michael Andersson (SWE)   | 19e                       |
| 124                       | Massimo Podenzana (ITA)   |                           |
| 125                       | Massimo Cigana (ITA)      | 13e                       |
| 126                       | Oscar Mason (ITA)         |                           |
| 127                       | Daniele De Paoli (ITA)    | 9e                        |
| 128                       | Michele Coppolillo (ITA)  |                           |

| ONCE-Deutsche Bank ONC | ONCE-Deutsche Bank ONC    | ONCE-Deutsche Bank ONC |
| ---------------------- | ------------------------- | ---------------------- |
| Num                    | Coureur                   | Pos                    |
| 131                    | David Cañada (ESP)        |                        |
| 132                    | Rafael Díaz Justo (ESP)   |                        |
| 133                    | José Iván Gutiérrez (ESP) |                        |
| 134                    | Laurent Jalabert (FRA)    |                        |
| 135                    | Peter Luttenberger (AUT)  |                        |
| 136                    | Isidro Nozal (ESP)        |                        |
| 137                    | Abraham Olano (ESP)       |                        |
| 138                    | Mikel Zarrabeitia (ESP)   | 12e                    |

| Phonak Hearing Systems PHO | Phonak Hearing Systems PHO | Phonak Hearing Systems PHO |
| -------------------------- | -------------------------- | -------------------------- |
| Num                        | Coureur                    | Pos                        |
| 141                        | Matthias Buxhofer (AUT)    |                            |
| 142                        | Pierre Bourquenoud (SUI)   |                            |
| 143                        | Christian Charrière (SUI)  |                            |
| 144                        | Cédric Fragnière (SUI)     |                            |
| 145                        | Stefan Richner (SUI)       |                            |
| 146                        | Jochen Summer (AUT)        |                            |
| 147                        | René Stadelmann (SUI)      |                            |
| 148                        | Lukas Zumsteg (SUI)        |                            |

| Polti PLT | Polti PLT               | Polti PLT |
| --------- | ----------------------- | --------- |
| Num       | Coureur                 | Pos       |
| 151       | Mirko Celestino (ITA)   |           |
| 152       | Eddy Mazzoleni (ITA)    |           |
| 153       | Oscar Pelliccioli (ITA) |           |
| 154       | José Manuel Uría (ESP)  |           |
| 155       | Daniel Clavero (ESP)    |           |
| 156       | Rafael Mateos (ESP)     |           |
| 157       | Enrico Cassani (ITA)    |           |
| 158       | Ivan Gotti (ITA)        |           |

| Post Swiss Team POS | Post Swiss Team POS       | Post Swiss Team POS |
| ------------------- | ------------------------- | ------------------- |
| Num                 | Coureur                   | Pos                 |
| 161                 | Pierre Ackermann (SUI)    |                     |
| 162                 | Roger Beuchat (SUI)       |                     |
| 163                 | Bruno Boscardin (SUI)     |                     |
| 164                 | Philipp Buschor (SUI)     |                     |
| 165                 | Stephan Gottschling (GER) |                     |
| 166                 | Christian Heule (SUI)     |                     |
| 167                 | Dirk Müller (GER)         |                     |
| 168                 | Marcel Strauss (SUI)      | 18e                 |

| Rabobank RAB | Rabobank RAB             | Rabobank RAB |
| ------------ | ------------------------ | ------------ |
| Num          | Coureur                  | Pos          |
| 171          | Michael Boogerd (NED)    |              |
| 172          | Niki Aebersold (SUI)     |              |
| 173          | Erik Dekker (NED)        |              |
| 174          | Maarten den Bakker (NED) |              |
| 175          | Marc Lotz (NED)          |              |
| 176          | Rolf Sørensen (DEN)      |              |
| 177          | Marc Wauters (BEL)       |              |
| 178          | Markus Zberg (SUI)       |              |

| Saeco-Valli & Valli SAE | Saeco-Valli & Valli SAE   | Saeco-Valli & Valli SAE |
| ----------------------- | ------------------------- | ----------------------- |
| Num                     | Coureur                   | Pos                     |
| 181                     | Daniel Atienza (ESP)      |                         |
| 182                     | Salvatore Commesso (ITA)  |                         |
| 183                     | Laurent Dufaux (SUI)      | 1er                     |
| 184                     | Armin Meier (SUI)         |                         |
| 185                     | Massimiliano Mori (ITA)   |                         |
| 186                     | Igor Pugaci (MDA)         |                         |
| 187                     | Pavel Padrnos (CZE)       |                         |
| 188                     | Francesco Secchiari (ITA) |                         |

| Deutsche Telekom TEL | Deutsche Telekom TEL   | Deutsche Telekom TEL |
| -------------------- | ---------------------- | -------------------- |
| Num                  | Coureur                | Pos                  |
| 191                  | Udo Bölts (GER)        |                      |
| 192                  | Alberto Elli (ITA)     |                      |
| 193                  | Giuseppe Guerini (ITA) |                      |
| 194                  | Kai Hundertmarck (GER) |                      |
| 195                  | Andreas Klöden (GER)   |                      |
| 196                  | Jörg Jaksche (GER)     |                      |
| 197                  | Jan Ullrich (GER)      | 2e                   |
| 198                  | Erik Zabel (GER)       |                      |

| US Postal Service USP | US Postal Service USP    | US Postal Service USP |
| --------------------- | ------------------------ | --------------------- |
| Num                   | Coureur                  | Pos                   |
| 201                   | Lance Armstrong (USA)    | 5e                    |
| 202                   | Jamie Burrow (GBR)       |                       |
| 203                   | Viatcheslav Ekimov (RUS) |                       |
| 204                   | Tyler Hamilton (USA)     |                       |
| 205                   | Steffen Kjærgaard (NOR)  |                       |
| 206                   | Levi Leipheimer (USA)    |                       |
| 207                   | Kevin Livingston (USA)   |                       |
| 208                   | Cédric Vasseur (FRA)     |                       |

| Vini Caldirola-Sidermec ___ | Vini Caldirola-Sidermec ___ | Vini Caldirola-Sidermec ___ |
| --------------------------- | --------------------------- | --------------------------- |
| Num                         | Coureur                     | Pos                         |
| 211                         | Francesco Casagrande (ITA)  | 3e                          |
| 212                         | Romāns Vainšteins (LAT)     | 10e                         |
| 213                         | Massimo Donati (ITA)        |                             |
| 214                         | Mauro Gianetti (SUI)        |                             |
| 215                         | Guido Trentin (ITA)         |                             |
| 216                         | Filippo Casagrande (ITA)    |                             |
| 217                         | Ruggero Borghi (ITA)        | 16e                         |
| 218                         | Sandro Giacomelli (ITA)     |                             |